# Scio (Nowy Jork)
Scio – miasto w Stanach Zjednoczonych, w stanie Nowy Jork, w hrabstwie Allegany.